# Уэсли, Ричард, 1-й барон Морнингтон
Ричард Колли Уэсли, 1-й барон Морнингтон (1690 — 31 января 1758) — ирландский дворянин, наиболее известен как дедушка Артура Уэлсли, 1-го герцога Веллингтона.

## Биография
Ричард Колли (как он был крещен), родился около 1690 года в семье Генри Колли (ум. в 1700 году) и Мэри, дочери сэра Уильяма Ашера. Он получил в Тринити Колледже в Дублине степень бакалавра в 1711 и степень магистра в 1714 году. Затем получил должность камергера в суде (Ирландия).
23 сентября 1728 года, после смерти своего кузена, Гаррета Уэсли, Колли наследовал поместья Данжан и Морнингтон (в графстве Мит). Менее чем через 2 месяца, 15 ноября 1728 года, он изменил фамилию на Уэсли.
Между 1729 и 1746 годом Уэсли представлял Трим в Палате общин Ирландского парламента и даже был шерифом графства в 1734 году. Он получил титул барона Морнингтона дворянства Ирландии 9 июля 1746 года.

## Семья
Семья Уолли или Коули перебралась в Ирландию из Рутленда примерно около 1500 года. Сэр Генри Уолли (ум. в 1584 году) женился на Катерине Кьюсак, чья бабушка была Уэлсли.
23 декабря 1719 года Уэлсли женился на Элизабет (ум. 17 июня 1738 года), дочери Джона Сейла, секретаря Дублинской епархии. У них был 1 сын и 2 дочери:
- Гаррет Уэсли — 1-й граф Морнингтон. Его потомство:
  - Ричард Колли (20 июня 1760 — 26 сентября 1842), 1-й маркиз Уэлсли, 2-й граф Морнингтон — британский государственный деятель.
  - Вильям Уэлсли (20 мая 1763 — 22 сентября 1845) — 3-й граф Морнингтон, 1-й барон Мэриборо.
  - Артур Уэлсли (1 мая 1769 — 14 сентября 1852) — 1-й герцог Веллингтон, британский полководец и государственный деятель, фельдмаршал (3 июля 1813), участник Наполеоновских войн, победитель при Ватерлоо (1815). 25-й (с 22 января 1828 по 22 ноября 1830) и 28-й (с 17 ноября по 10 декабря 1834) премьер-министр Великобритании.
  - Джеральд Валериан Уэлсли (7 декабря 1770 — 24 октября 1848).
  - Генри Уэлсли (20 января 1773 — 27 апреля 1847) — 1-й барон Каули.
  - Леди Анна Уэлсли (1775 — 16 декабря 1844), замужем: 1) Генри ФицРой (младший сын Чарльза ФицРоя, 1-го барона Саутгемптона), 2) Чарльз Каллинг Смит.
- Френсис. Замужем за Уильямом Френсисом Кросби.
- Элизабет. Замужем за Честером Фортескью.